# Tōgō (Aichi)
Tōgō (jap. 東郷町 Tōgō-chō) – miasto w Japonii, na wyspie Honsiu, w prefekturze Aichi. Według danych na rok 2020 miejscowość zamieszkiwało 43 903 mieszkańców , a gęstość zaludnienia wyniosła 2435 os./km².